# Qクリアランス
Qクリアランス (Q clearance) は、国家機密情報にアクセスするために必要とされる、アメリカ合衆国エネルギー省 (DOE) のアクセス権限である。Qクリアランスを所持する者は、核兵器に関する最高機密情報にアクセスすることが認められる。

各クリアランスにおけるアクセス権限